# 韦氏发草
韦氏发草（学名：Deschampsia wacei），是大西洋特里斯坦-达库尼亚群岛特有的一种植物。
韦氏发草分布于果夫岛，其曾被澳大利亚植物学家尼格尔·莫瑞特·韦斯分别于1955年、1956年、1968年以及1976年采集到，他在标本标签中指出该植物“频繁出现在岛上高海拔和与海平面齐平的湿泥炭上”。该物种可能是一种相当常见且未受到威胁的物种，但目前缺乏与之相关的信息。根据植物标本上的标签，推测它们常见于湿地泥炭上。